# Arthur Ashe Stadium

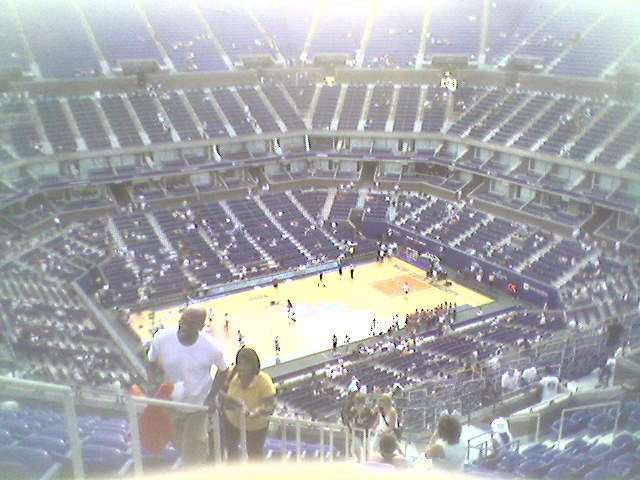
Arthur Ashe Stadium podczas meczu WNBA, 2008

Arthur Ashe Stadium – centralny obiekt kompleksu USTA Billie Jean King National Tennis Center w Nowym Jorku, na którym od 1978 roku rozgrywany jest wielkoszlemowy turniej tenisowy US Open. Nazwany na cześć Arthura Ashe’a, amerykańskiego tenisisty, zwycięzcy pierwszej edycji US Open w erze open (1968), do użytku oddany w 1997 roku. Stadion może pomieścić 22 547 widzów i jest największą stałą areną tenisową na świecie.

## Położenie
USTA Billie Jean King National Tennis Center znajduje się na terenie Flushing Meadows Park w nowojorskiej dzielnicy Queens. Z racji bliskości stadionu drużyny baseballowej New York Mets, oba obiekty dzielą wspólny przystanek Mets – Willets Point linii nr 7 nowojorskiego metra.

## Otwarcie
Inauguracja obiektu miała miejsce 25 sierpnia 1997 roku. Arthur Ashe Stadium zastąpił Louis Armstrong Stadium na miejscu centralnego kortu kompleksu. W ramach otwarcia na stadionie odbył się koncert Whitney Houston, a pierwszym rozegranym meczem tenisowym był pojedynek I rundy US Open pomiędzy Tamarine Tanasugarn a Chandą Rubin. Otwarcie stadionu zbojkotował ówczesny burmistrz Nowego Jorku, Rudy Giuliani (decyzję o podjęciu przedsięwzięcia podjął w 1994 roku David Dinkins).

## Wyposażenie
Koszt budowy areny wyniósł 254 miliony dolarów amerykańskich. Posiada ona 22 547 miejsc dla widzów, 90 luksusowych lóż, pięć restauracji oraz dwupiętrowy hall dla zawodników. Podobnie jak 32 pozostałe korty kompleksu, jest pokryty akrylową nawierzchnią DecoTurf, początkowo w kolorze zielonym, a od 2005 roku w kolorze niebieskim, jak wszystkie obiekty, na których odbywają się turnieje cyklu US Open Series. Zmiana koloru miała poprawić widoczność piłki na korcie. Arthur Ashe Stadium jest wyposażony także w system Hawk-Eye, umożliwiający dokładne sprawdzenie miejsca odbicia piłki i ewentualne skorygowanie decyzji sędziego.
Od 2016 roku obiekt posiada rozsuwany dach, którego budowa kosztowała 150 milionów dolarów. Dzięki inwestycji oprócz deszczu przebiegu gier nie zakłóca także wiatr.
Oprócz corocznego rozgrywania US Open, stadion jest okazjonalnie wykorzystywany do organizacji innych wydarzeń sportowych jak na przykład Arthur Ashe Kids' Day. 19 czerwca 2008 roku na Arthur Ashe Stadium odbyło się pierwsze w historii zawodowe spotkanie koszykówki pod gołym niebem (zmierzyły się drużyny WNBA: Indiana Fever oraz New York Liberty), z którego dochód przekazano na badania nad rakiem piersi.